# Coelichneumon birmanicus
Coelichneumon birmanicus är en stekelart som beskrevs av Heinrich 1966. Coelichneumon birmanicus ingår i släktet Coelichneumon och familjen brokparasitsteklar. Inga underarter finns listade i Catalogue of Life.